# Pyropteron muscaeforme
Pyropteron muscaeforme là một loài bướm đêm trong họ Sesiidae. Nó được biết đến ở phần lớn châu Âu.
Sải cánh từ 15–18 mm. Con trưởng thành có thể tìm thấy ở trên hoa cây chủ, cũng như cây thuộc chi Thymus. 
Ấu trùng ăn Armeria maritima.

## Các phụ loài
- Pyropteron muscaeforme muscaeforme
- Pyropteron muscaeforme occidentale (Joannis, 1908)
- Pyropteron muscaeforme lusohispanicum Lastuvka & Lastuvka, 2007

## Hình ảnh

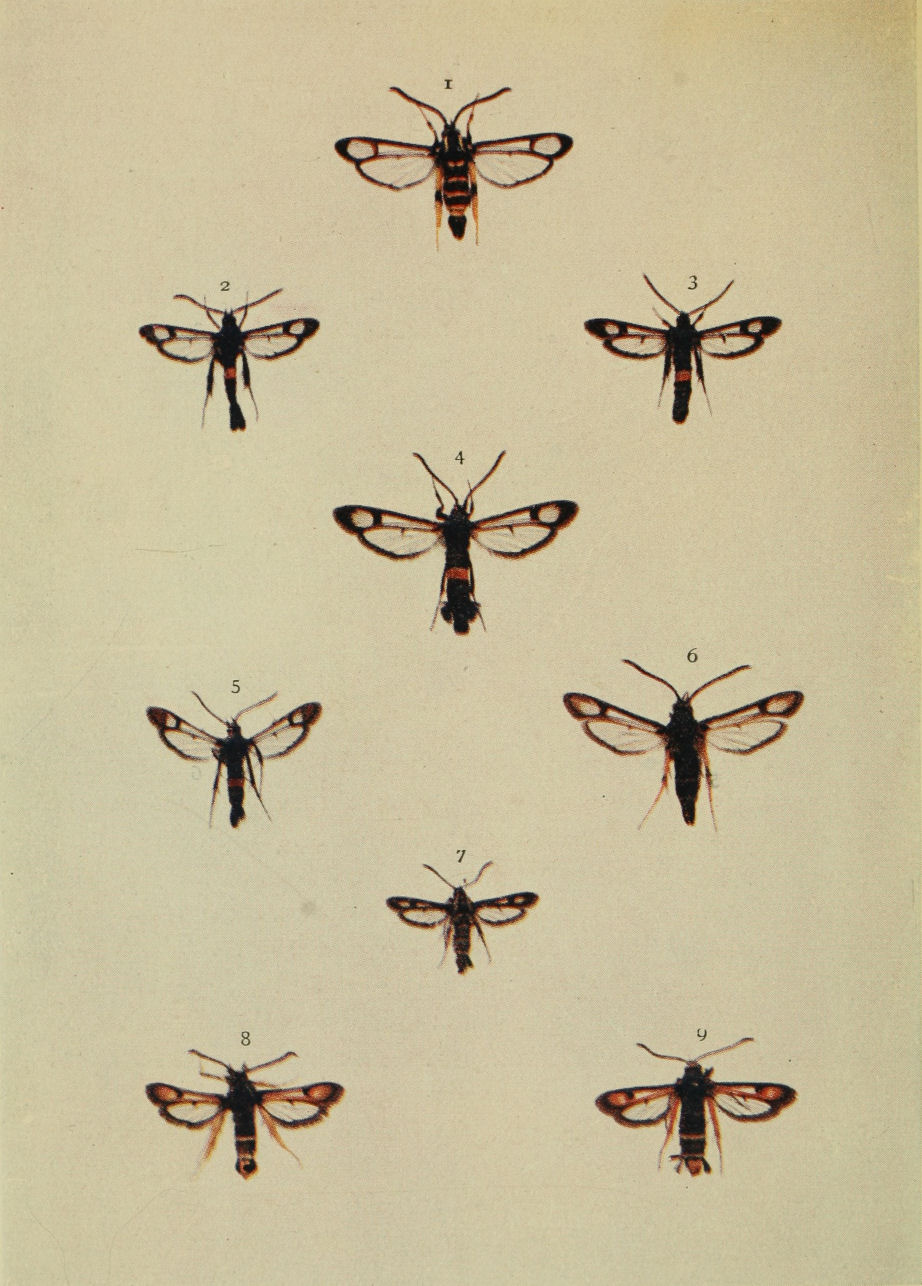
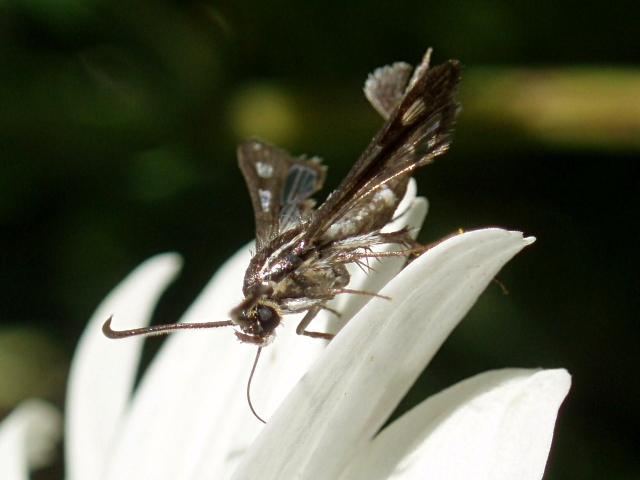